# Alexander Thieme
Alexander Thieme (13. ledna 1954, Karl-Marx-Stadt, Sasko, Německá demokratická republika - 29. listopadu 2016, Johnsdorf/Erzgebirge, Sasko) byl německý atlet sprinter, který získal stříbrnou olympijskou medaili ve štafetě běhu 4×100 metrů na LOH 1976 v Montrealu (celkový čas 38,66 sekundy). Jeho kolegy v týmu byli Jörg Pfeifer, Klaus-Dieter Kurrat a Manfred Kokot.
Na Mistrovství Evropy v atletice 1978 v Praze získal další stříbrnou medaili ve stejné disciplíně 4×100 m spolu s Manfredem Kokotem, Eugenem Rayem a Olafem Prenzlerem (celkový čas 38,78 sekundy).